# Miguel Ángel Falasca

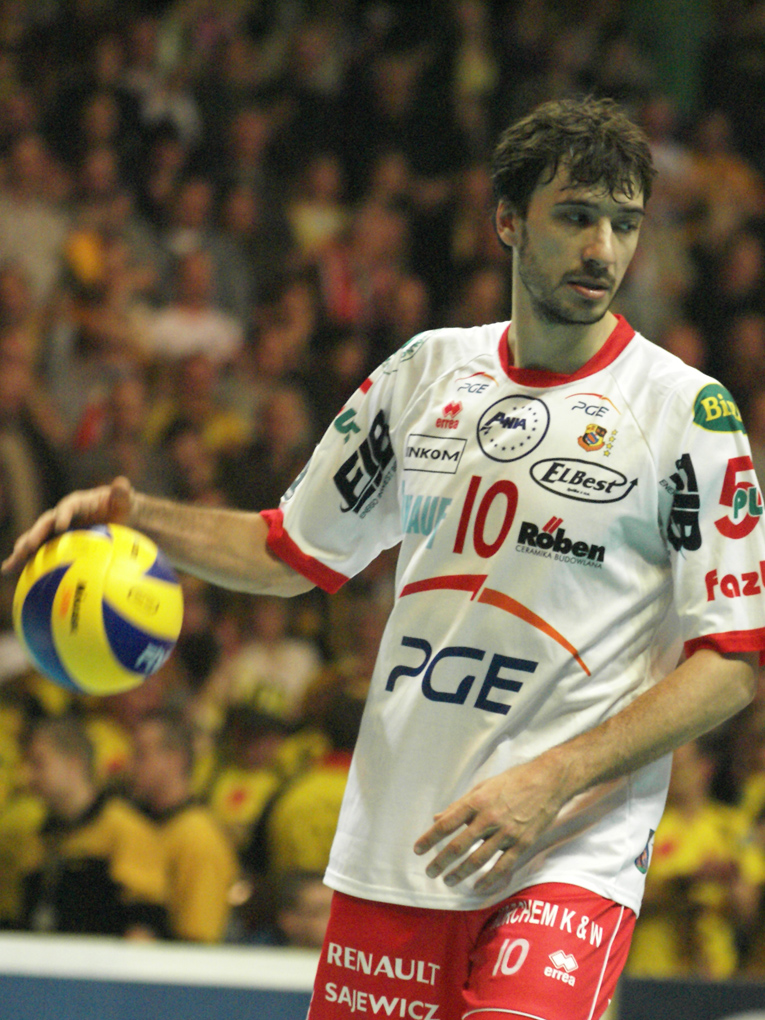
Miguel Ángel Falasca zawodnikiem PGE Skry Bełchatów w sezonie 2008/2009

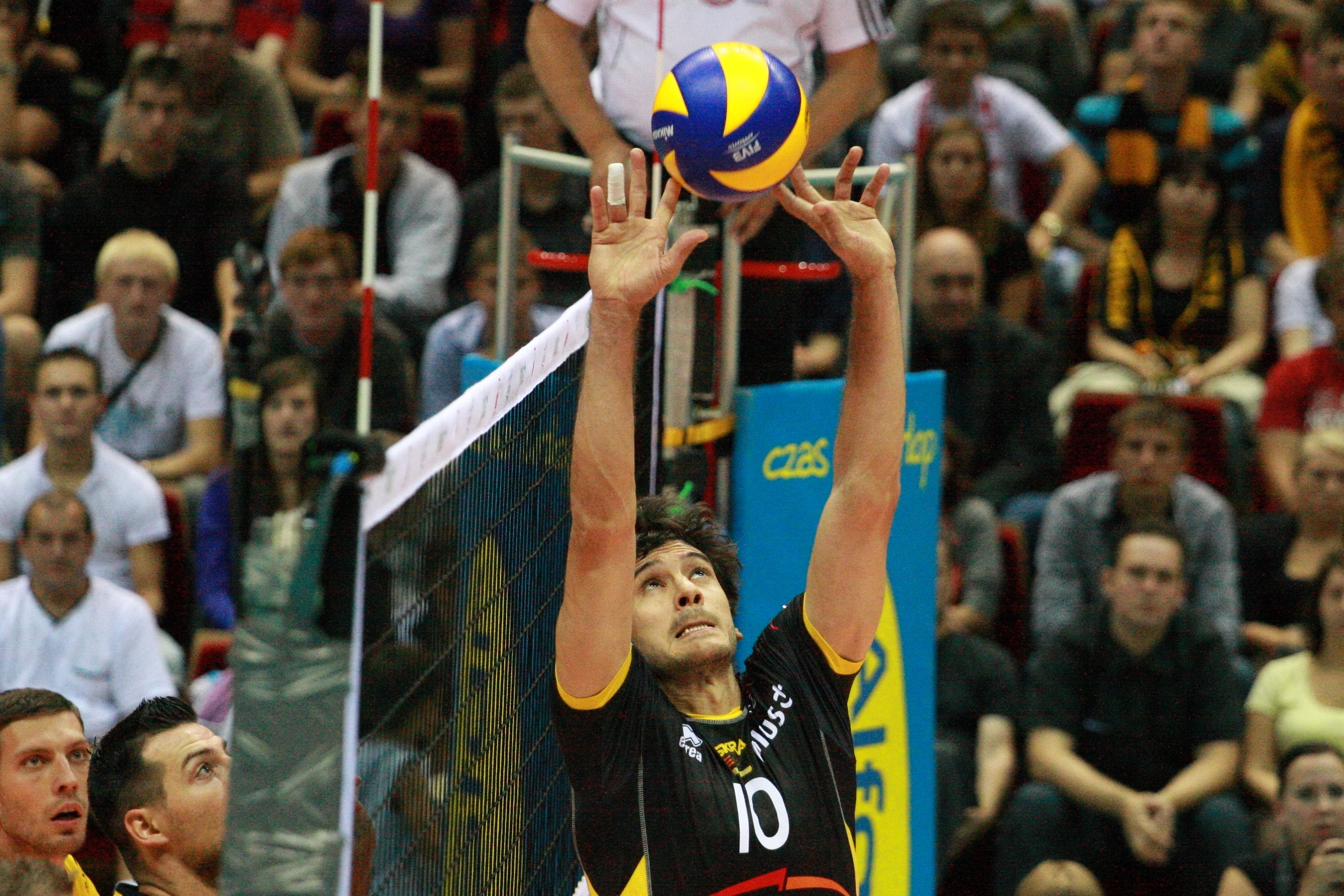
Miguel Ángel Falasca zawodnikiem PGE Skry Bełchatów w sezonie 2011/2012

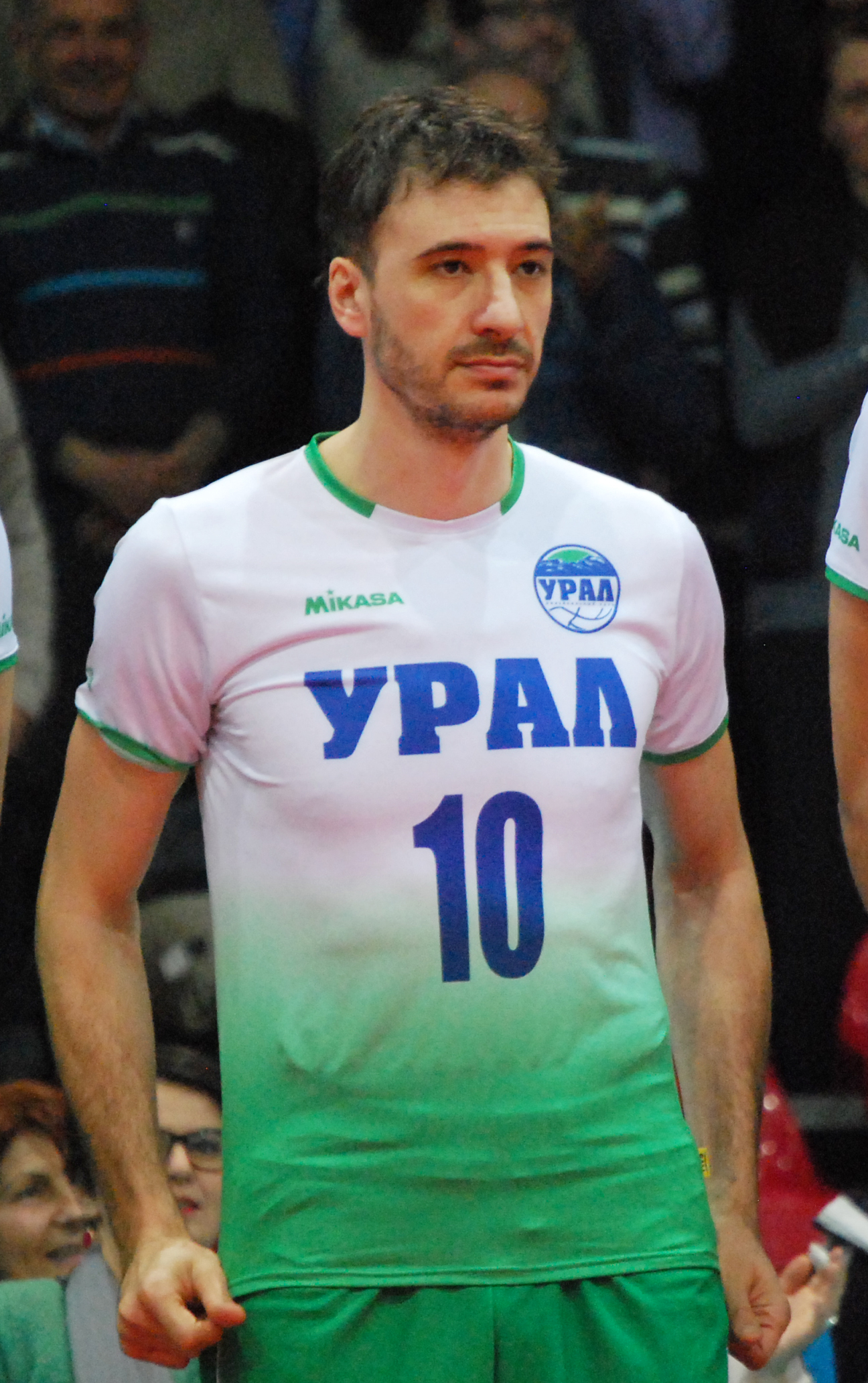
Miguel Ángel Falasca zawodnikiem Uralu Ufa

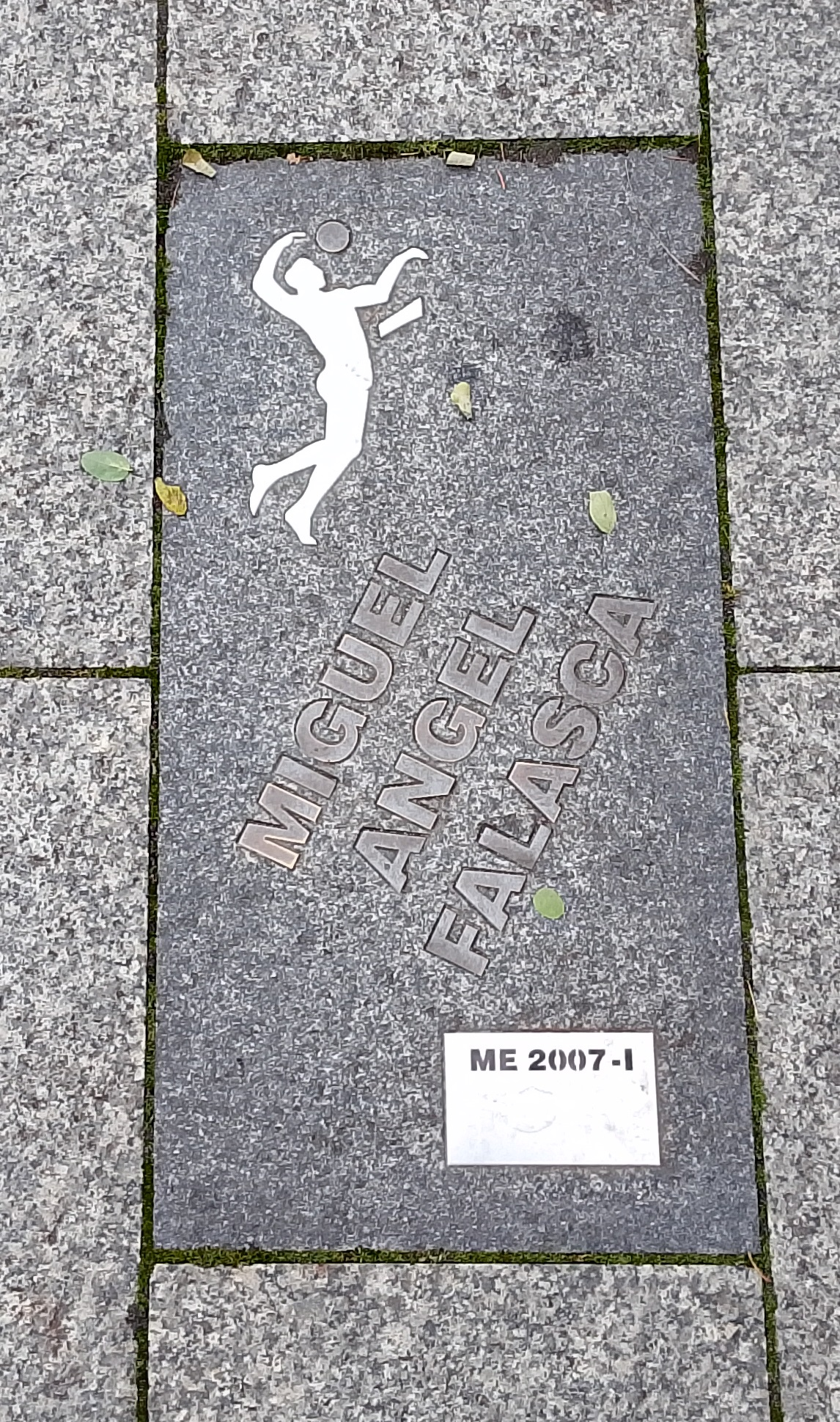
Tablica Miguela Ángela Falasci w Siatkarskiej Alei Gwiazd w Bełchatowie

Miguel Ángel Falasca Fernández (ur. 29 kwietnia 1973 w Mendozie, w Argentynie, zm. 22 czerwca 2019 w Monzy) – argentyńsko-hiszpański siatkarz i trener. 
W wieku 14 lat przeprowadził się z rodziną z Argentyny do Hiszpanii, dokładnie do Malagi. 

## Życiorys
Jego bratem jest siatkarz Guillermo Falasca. Grał na pozycji rozgrywającego. Wraz z reprezentacją Hiszpanii zdobył złoty medal na Mistrzostwach Europy w 2007 roku rozgrywanych w Rosji, po dramatycznym meczu z reprezentacją „Sbornej” wygranym przez Hiszpanię 3:2. Był żonaty z Esther Custodio, miał syna Daniela i córkę Sarę.
Sezon 2011/2012 był ostatnim w jego karierze w PGE Skrze Bełchatów. Włodarze drużyny poinformowali po zakończeniu rozgrywek ligowych, że nie przedłużą kontraktu z Falaską. Z Bełchatowa przeniósł się do rosyjskiego Uralu Ufa, gdzie po rocznej grze zakończył karierę zawodniczą.
26 kwietnia 2013 Konrad Piechocki, prezes Skry ogłosił, że Falasca zostanie trenerem bełchatowskiej drużyny. Zastąpił na tym stanowisku Jacka Nawrockiego. Podczas debiutanckiego sezonu Falasca sprowadził do Bełchatowa zawodników takich jak m.in. Facundo Conte, Nicolas Uriarte, Wojciech Włodarczyk czy Aleksa Brdović. 27 kwietnia 2014 Skra Bełchatów po raz kolejny została mistrzem Polski pokonując w finałowej rywalizacji Asseco Resovię Rzeszów 3-0. Dnia 28 marca 2016 klub niespodziewanie zakończył z nim współpracę z natychmiastowym skutkiem, na trzy kolejki przed końcem zasadniczego sezonu PlusLigi (2015/2016). Od sezonu 2016/2017 został trenerem włoskiego klubu występującego w Serie A1, w drużynie Vero Volley Monza.
22 czerwca 2019 roku, w sobotę nad ranem, Falasca zmarł na zawał serca we Włoszech. Falasca wraz z żoną przebywali we włoskim hotelu ze względu na uroczystości zaślubin jego asystenta z klubu Saugella Team Monza. Pomimo wezwania służb medycznych lekarzom nie udało się go uratować. 26 czerwca w hali Candy Arena w Monzy odbyło się pożegnanie Falaski przez włoskich kibiców i oficjeli lokalnych klubów w których był trenerem.
W sezonie 2019/2020, Skra Bełchatów zastrzegła koszulkę z jego numerem "10" na bardzo długi czas.

## Jako siatkarz

### Sukcesy klubowe
Liga hiszpańska:
- 1994, 2006, 2007, 2008
- 1995, 1996, 2005
- 1997, 2004

Puchar Króla Hiszpanii:
- 1996, 1997, 2005, 2006

Superpuchar Hiszpanii:
- 1996, 2005, 2007

Liga Mistrzów:
- 2003, 2012
- 2010

Superpuchar Belgii:
- 2000

Liga belgijska:
- 2001, 2002

Puchar Top Teams:
- 2002
- 2006

Liga włoska:
- 2003

Puchar CEV:
- 2005

Puchar Polski:
- 2009, 2011, 2012

Liga polska:
- 2009, 2010, 2011
- 2012

Klubowe Mistrzostwa Świata:
- 2009, 2010

Puchar Challenge:
- 2013

Liga rosyjska:
- 2013

### Sukcesy reprezentacyjne
Mistrzostwa Europy Juniorów:
- 1992

Liga Europejska:
- 2007
- 2009
- 2005

Mistrzostwa Europy:
- 2007

### Nagrody indywidualne
- 2007: Najlepszy rozgrywający Pucharu Świata
- 2009: Najlepszy zagrywający turnieju finałowego Pucharu Polski
- 2009: Najlepszy rozgrywający Ligi Europejskiej
- 2012: MVP i najlepszy rozgrywający turnieju finałowego Pucharu Polski

## Jako trener

### Sukcesy klubowe
Mistrzostwo Polski:
- 2014
- 2015

Superpuchar Polski:
- 2014

Puchar Polski:
- 2016

Puchar Challenge:
- 2019